# تپه آق‌مزار
تپه آق مزار مربوط به سده‌های میانه دوران‌های تاریخی پس از اسلام است و در شهرستان شیروان، بخش قوشخانه، دهستان قوشخانه بالا، ۳ کیلومتری شمال شرقی روستای حلوا چشمه واقع شده و این اثر در تاریخ ۲۷ بهمن ۱۳۸۷ با شمارهٔ ثبت ۲۴۶۵۱ به‌عنوان یکی از آثار ملی ایران به ثبت رسیده است.